# Onorificenze della Germania nazista
Le onorificenze della Germania nazista consistono nelle medaglie militari, politiche e civili che sono state distribuite dal Partito Nazionalsocialista Tedesco dei Lavoratori in Germania e nei territori del Terzo Reich dal 1923 al 1945.
Le prime decorazioni di questa serie vennero distribuite ben prima che il partito nazista andasse al potere in Germania con una dittatura e consisteva essenzialmente in decorazioni politiche da portarsi sulle prime uniformi di partito.
Dopo il 1933 lo stato tedesco iniziò a emettere una grande varietà di decorazioni civili da assegnarsi ai cittadini benemerenti alla causa dello stato. Alcuni di questi, come i distintivi sportivi e le medaglie, erano emesse dal partito nazista, altri dall'esercito, altri dal governo. Alcune decorazioni già utilizzate nelle loro forme in precedenza vennero riadattate coi simboli del partito nazista, in primo luogo la svastica.

## Ordini cavallereschi
| Nastro | Onorificenza                        |
| ------ | ----------------------------------- |
|        | Ordine della Croce di Ferro         |
|        | Ordine militare della Croce Tedesca |

## Decorazioni militari
| Nastro | Onorificenza                   |
| ------ | ------------------------------ |
|        | Croce di Ferro (I e II classe) |
|        | Fibbia della Croce di Ferro    |
|        | Fibbia d'onore                 |

### Decorazioni al servizio militare
| Nastro | Onorificenza |
| ------ | --- |
|        | Croce al merito di guerra |
|        | Medaglia al merito di guerra                                                                                                  |
|        | Croce Spagnola |
|        | Medaglia di lungo servizio militare nella Wehrmacht (Concessa per esercito e marina, per 4, 12, 18, 25 e 40 anni di servizio) |
|        | Medaglia di lungo servizio militare nella Luftwaffe (Concessa per l'aviazione, per 4, 12, 18, 25 e 40 anni di servizio)       |
|        | Medaglia di lungo servizio nelle SS (Concessa per 4, 12, 18, 25 e 40 anni di servizio)                                        |
|        | Croce d'onore della Grande Guerra (1914-1918)                                                                                 |
|        | Medaglia "In memoria del 13 marzo 1938" (Medaglia dell'Anschluss)                                                             |
|        | Medaglia della Sudetenland (detta anche Medaglia del 1º ottobre 1938. Disponibilità della barretta col castello di Praga)     |
|        | Medaglia di Memel (detta anche Medaglia del 23º marzo 1939)                                                                   |
|        | Medaglia del fronte orientale (1941/42)                                                                                       |
|        | Medaglia della Divisione Blu                                                                                                  |
|        | Medaglia del muro occidentale                                                                                                 |
|        | Medaglia Ostvolk di I classe (Concessa in oro o argento nelle classi militare o civile)                                       |
|        | Medaglia Ostvolk di II classe in oro (Concessa nelle classi militare o civile)                                                |
|        | Medaglia Ostvolk di II classe in argento (Concessa nelle classi militare o civile)                                            |
|        | Medaglia Ostvolk di II classe in bronzo (Concessa nelle classi militare o civile)                                             |
|        | Croce di Schalburg |

### Scudi d'arme e nastri
| Nastro | Onorificenza                  |
| ------ | ----------------------------- |
|        | Scudo di Narvik               |
|        | Scudo di Cholm                |
|        | Scudo di Crimea               |
|        | Scudo di Demyansk             |
|        | Scudo di Kuban                |
|        | Scudo della Lapponia          |
|        | Fascia da braccio "Creta"     |
|        | Fascia da braccio "Africa"    |
|        | Fascia da braccio "Curlandia" |
|        | Fascia da braccio "Metz 1944" |
|        | Nastro delle Waffen SS        |

### Distintivi per feriti
| Nastro | Onorificenza                                |
| ------ | ------------------------------------------- |
|        | Distintivo per feriti (oro, argento, ferro) |

| Nastro | Onorificenza                                               |
| ------ | ---------------------------------------------------------- |
|        | Distintivo per feriti 20 luglio 1944 (oro, argento, ferro) |

- Distintivo spagnolo per feriti (oro, argento, ferro)

### Distintivi e distintivi di guerra

#### Distintivi dell'esercito e delle SS
| Nastro | Onorificenza                                                     |
| ------ | ---------------------------------------------------------------- |
|        | Distintivo della fanteria d'assalto (Argento o bronzo)           |
|        | Distintivo per combattimenti ravvicinati (Oro, argento o bronzo) |
|        | Distintivo dei paracadutisti                                     |
|        | Distintivo da battaglia per carristi (Argento o bronzo)          |
|        | Distintivo di distruttore di carri (Oro e argento)               |
|        | Distintivo di assalto generale                                   |
|        | Distintivo per contraerea                                        |
|        | Distintivo per la repressione della guerriglia partigiana        |
|        | Distintivo di osservatore di pallone                             |
|        | Distintivo da cecchino                                           |
|        | Distintivo di autista di prima linea (Oro, argento o bronzo)     |
|        | Distintivo per carristi della legione Condor                     |
|        | Distintivo commemorativo per carristi della Grande Guerra        |

#### Distintivi della marina
| Nastro | Onorificenza                                      |
| ------ | ------------------------------------------------- |
|        | Distintivo di guerra dei sommergibili             |
|        | Distintivo di guerra dei cacciatorpediniere       |
|        | Distintivo di guerra dei violatori di blocco      |
|        | Distintivo di guerra delle motosiluranti          |
|        | Distintivo di guerra dei dragamine                |
|        | Distintivo di guerra degli incrociatori ausiliari |
|        | Distintivo di guerra della flotta d'alto mare     |
|        | Distintivo di guerra dell'artiglieria costiera    |
|        | Distintivo di guerra dei nuotatori d'assalto      |

#### Distintivi dell'aeronautica
| Nastro | Onorificenza                                                   |
| ------ | -------------------------------------------------------------- |
|        | Distintivo da pilota                                           |
|        | Distintivo combinato da pilota osservatore                     |
|        | Distintivo di paracadutista                                    |
|        | Distintivo di combattimento sui mezzi corazzati dell'aviazione |
|        | Distintivo di guerra della artiglieria contraerea              |
|        | Distintivo di guerra d'assalto per le truppe di terra          |
|        | Distintivo da osservatore aereo                                |
|        | Distintivo da pilota di aliante                                |
|        | Distintivo da operatore radio mitragliere                      |
|        | Distintivo ex-piloti                                           |
|        | Distintivo per equipaggio di volo                              |

## Decorazioni civili

### Decorazioni della gioventù tedesca
- Distintivo di adepto della gioventù tedesca
- Distintivo di professo della gioventù tedesca
- Distintivo in ferro di professo della gioventù tedesca
- Distintivo nazionale della gioventù sportiva

### Decorazioni sportive
| Nastro | Onorificenza                                         |
| ------ | ---------------------------------------------------- |
|        | Decorazione al Merito Olimpico (I e II classe)       |
|        | Medaglia Commemorativa dei Giochi Olimpici           |
|        | Distintivo nazionale dello sport di Germania         |
|        | Distintivo sportivo delle SA (Oro, argento o bronzo) |

- Distintivo da cavallerizzo tedesco (Oro, argento o bronzo)
- Distintivo da cavallerizzo esperto tedesco
- Distintivo da nuotatore tedesco

### Decorazioni civili
- Premio Nazionale Tedesco per l'Arte e la Scienza
- Distintivo per la ricerca dell'accademia di aeronautica
- Distintivo del senato nazionale di cultura
- Medaglione di Goethe per le arti e le scienze
- Medaglione nazionale per il cibo
- Decorazione all'impegno sociale (I, II e III classe)
- Medaglia all'impegno sociale
- Croce d'onore per le madri tedesche (Oro, argento o bronzo)
- Medaglione del salvataggio
- Decorazione per i vigili del fuoco (I e II classe)
- Decorazione alla difesa civile (I e II classe)

### Decorazioni al lavoro e al commercio
- Premio ai pionieri del lavoro
- Premio Fritz Todt
- Distintivo ai leader della difesa dell'economia
- Nastro di servizio al lavoro (25, 18, 12 e 4 anni di servizio)

### Decorazioni della Croce Rossa
- Stella di Gran Croce della Croce Rossa
- Gran Croce della Croce Rossa
- Decorazione di I classe della Croce Rossa
- Decorazione di II classe della Croce Rossa
- Medaglia della Croce Rossa

### Decorazioni diplomatiche
| Nastro | Onorificenza               |
| ------ | -------------------------- |
|        | Ordine dell'Aquila tedesca |

## Decorazioni politiche
| Nastro | Onorificenza                                                          |
| ------ | --------------------------------------------------------------------- |
|        | Ordine Teutonico                                                      |
|        | Ordine del Sangue (Blutorden)                                         |
|        | Insegna d'Oro del Partito Nazional Socialista dei Lavoratori Tedeschi |
|        | Distintivo onorario di Coburgo                                        |

| Immagine | Onorificenza                                          |
| -------- | ----------------------------------------------------- |
|          | Spada d'onore delle SS                                |
|          | SS-Ehrenring                                          |
|          | Ritratto Ufficiale del Führer e Cancelliere del Reich |
|          | Coppa d'onore della Luftwaffe                         |
|          | Piatto d'onore della Luftwaffe                        |

## Altre decorazioni
- Distintivo di Coburgo
- Distintivo del giorno del partito di Norimberga (1929)
- Distintivo del rally di Brunswick
- Distintivo dei Frontbann

| Nastro | Onorificenza                                                                     |
| ------ | -------------------------------------------------------------------------------- |
|        | Croce di Danzica (I e II classe)                                                 |
|        | Medaglia di lungo servizio nel NSDAP (Concesso per 10, 15 e 25 anni di servizio) |